# دغموس قابض
الذُّعْلُوق أو دغموس قابض أو هوفا قسطيداس أو هيبوقسطيداس أو ذعاليق (الاسم العلمي:Cytinus hypocistis) هو نوع من النباتات يتبع جنس الدغموس من الفصيلة الدغموسية. مهده حوض البحر الأبيض المتوسط. أوراقه لحمية أزهاره ثمانية الأسدية سداسية البتلات ثماره عنبية. يستخرج من موقه المدادة عصارة لزجة سمراء تدخل في تركيب بعض المستحضرات الطبية.